# Izbruh vulkana Fuego (2018)
Izbruh vulkana Fuego leta 2018 je bil serija vulkanskih eksplozij in piroklastičnih tokov iz Volcán de Fuego (špansko 'vulkan  ognja') v Gvatemali v nedeljo, 3. junija 2018. Izbruh je vključeval laharje, piroklastične tokove in oblake vulkanskega pepela, ko skoraj ni bilo časa za evakuacijo in je povzročilo smrt skoraj dvesto ljudi. To je bil najbolj smrtonosen izbruh v Gvatemali od leta 1929.

## Ozadje
Volcán de Fuego je eden najbolj aktivnih vulkanov na svetu in leži 44 kilometrov od mesta Ciudad Guatemala.  Gre za stratovulkan, ki je od leta 1524 imel več kot 60 izbruhov, vključno z velikim izbruhom leta 1974, ki je povzročil piroklastične tokove, ki so uničili zimski pridelek v regiji in pokrili sosednja mesta.  Izbruh 3. junija je bil eden izmed najbolj smrtonosnih v državi, vključno z izbruhom Santa Marie iz leta 1902 in porušitvijo kupole Santiaguito leta 1929, ki je ubila na stotine.  Najbolj eruptivna faza se je začela leta 2002 in leta 2012 povzročila eksploziven izbruh, ki je prisilil 33.000 ljudi, da se evakuirajo, vendar niso poročali o smrtnih primerih. 
Prebivalstvo okoli vulkana v 10 km pasu je ocenjeno na 54.000  in več kot 1 milijon v 30 kilometrih. 

## Izbruh
V nedeljo, 3. junija 2018, okoli poldneva po lokalnem času, je Volcán de Fuego v južni Gvatemali začel bruhati  in ni pustil skoraj nobenega časa za evakuacijo. Vročina in eksplozivni učinek vulkana je povzročil kamenje velikosti žoge in večje, razpršenih okoli, avtomobilske gume so se stopile. Večina poškodb in smrtnih žrtev je bila južno od vulkana v mestih in vaseh El Rodeo, Las Lajas in San Miguel Los Lotes v Escuintli, ki so 44 kilometrov od mesta Ciudad Guatemala.  San Miguel Los Lotes, skupnost 2 km severno od El Rodeo, je bila pokrita z vročim pepelom. Izbruh je sprožil evakuacijo približno 3100 ljudi iz bližnjih območij. Vulkanski pepel je prisilil zaprtje mednarodnega letališča La Aurora, primarnega letališča v državi , kjer so pripadniki gvatemalske vojske odstranjevali pepel iz asfalta, nekateri leti pa so bili odpovedani, vendar je bilo letališče odprto 4. junija. 
Izbruh je ustvaril steber pepela, ki je bil visok približno 15 kilometrov.  Piroklastični tokovi - hitro premikajoči se oblaki vročega plina in vulkanskega materiala - so povzročili veliko žrtev in poškodovali pridelke. 
INSIVUMEH, nacionalni inštitut za vulkanologijo v Gvatemali, je 4. junija opozoril, da so možni nadaljnji piroklastični tokovi in laharji (vulkansko blato). Močne padavine med izbruhom so povzročile nastanek nevarnih laharjev. Vulkanski material je pokopal več prizadetih vasi in odrezal ceste. Slabo vreme in nepredvidljivi laharji so zapletli postopek reševanja, vsa reševalna prizadevanja pa so bila 3. junija opuščena.  Vulkanski material je uničil tudi približno 21.000 hektarjev posevkov koruze, fižola in kave.

### Nadaljevanje junijskih izbruhov
5. junija je prišlo do drugega izbruha, kar je zahtevalo dodatne evakuacije. 8. junija so novi vulkanski tokovi sprožili več evakuacij reševalcev in prebivalcev mesta El Rodeo, ki so se nedavno vrnili na svoje domove in jim je bilo rečeno, da ponovno zapustijo svoje domove. 9. junija so dodatni laharji sprožili preventivno evakuacijo v Santa Lucía Cotzumalguapa.

### Novembrski izbruh
18. novembra 2018 je Volcán de Fuego vstopil v novo eruptivno in nasilno fazo, ki je sprožila preventivno evakuacijo približno 4000 ljudi iz skupnosti v bližini vulkana.  CONRED je izdal rdečo opozorilo na območju, ki je zaprlo glavne ceste in prekinilo lete na mednarodnem letališču La Aurora.

## Žrtve
Najmanj 190 ljudi je bilo ubitih , 57 jih je bilo ranjenih, 256 pa jih je ostalo pogrešanih do 30. julija 2018  - vključno s številnimi otroki, uradnikom CONRED, gasilci in policistom  - čeprav lokalni prebivalci ocenjujejo, da je pokopanih približno 2000 ljudi. Lokalna organizacija je dejala, da je umrlo do 2900 ljudi . Zaradi intenzivnih toplotnih in opeklinskih poškodb je bilo načrtovano, da bodo številna telesa identificirana z antropološkimi metodami in DNK. Od 18. junija 2018 je v mrtvašnice prišlo do 159 primerov, pri čemer je bilo identificiranih 85 žrtev. 

### Živali
Živali, kot so psi, mačke, piščanci, opice, osli in druge vrste, so reševalci našli z opeklinami ali oslepljeni zaradi izbruha. V mnogih primerih je bila nujna veterinarska oskrba za zdravljenje okužb oči, težav z dihanjem in opeklin, ki jih povzroča prah, vroč pepel in plin. Obstaja en primer družinskega psa, ki je preživel in vodil reševalce v dom svojega lastnika, v katerem so vsi ljudje umrli. 

## Odziv
Predsednik Jimmy Morales je naročil tri dni nacionalnega žalovanja zaradi katastrofe in je 4. junija osebno obiskal nekatera prizadeta mesta in vasi. Sporočila o podpori, solidarnosti in ponudbi pomoči so podali različni svetovni voditelji.
Koordinator Nacionalne agencije za odstranjevanje katastrof (CONRED), gvatemalska služba za pomoč ob nesrečah, je poročala, da je izbruh in njegov pepel prizadel več kot 1,7 milijona ljudi. V departmajih Escuintla, Chimaltenango in Sacatepéquez je bilo razglašeno izredno stanje.
Organizacije, kot so GoFundMe, Cruz Roja Guatemalteca in Nacionalna zveza zadrug, se uporabljajo za zbiranje fizičnih in denarnih donacij, ki so se razširile na tiste, ki jih je prizadel izbruh. GoFundMe je ustvaril centralizirano vozlišče za vse preverjene kampanje, ki zagotavljajo pomoč prizadetim.
V Združenih državah in Mehiki naj bi prejeli zdravniško oskrbo hudo ranjenih posameznikov, iz Združenih držav Amerike pa je prišla ekipa iz Bolnišnice za otroke Shriners.

## Polemika
7. junija je opozicijski politik Mario Taracena v svojem nagovoru kongresu obtožil izvršilnega sekretarja Nacionalne koordinacije za zmanjšanje nesreč (CONRED), da slabo upravlja opozorila ob nesrečah. Direktor Nacionalnega inštituta za seizmologijo, vulkanologijo, meteorologijo in hidrologijo je bil prav tako izpostavljen kritikam zaradi slabega upravljanja in pomanjkanja opozoril, kar so zavrnili. Taracena je tudi pozval k vladni preiskavi morebitne kriminalne malomarnosti. Zakonodajalec je novinarjem povedal, da so seizmologi opozorili na izbruh osem ur pred glavnim izbruhom, toda tri ure kasneje je nacionalna agencija za nesreče CONRED zahtevala samo prostovoljno evakuacijo. Obvezne evakuacije so bile naročene ob 3 uri po lokalnem času, potem ko so nekatere skupnosti že bile pokrite z vulkanskim tokom.